# 次摆线

从上至下依次为长幅摆线、摆线、短幅摆线（b为定值，λ = a / b）

次摆线（英語：trochoid），又称为餘摆线、变幅摆线，是指当一个圆沿一条给定直线滚动时，固定在圆所在平面内一定点经过的轨迹。摆线是最常见的一种次摆线。
次摆线的参数方程为：
{\displaystyle x=a\theta -b\sin(\theta )\,}
{\displaystyle y=a-b\cos(\theta )\,}
其中基线所在的为x轴，{\displaystyle \theta }为动圆滚过的角度，a为动圆半径，b为定点与圆心之间的距离。
当定点处于圆周上时（b = a）所得到的即为摆线。当定点位于圆外（b > a）或圆内（b < a）时，得到的次摆线又分别称为长幅摆线（长幅旋轮线）与短幅摆线（短幅旋轮线）。